# Escola pública (Reino Unido)

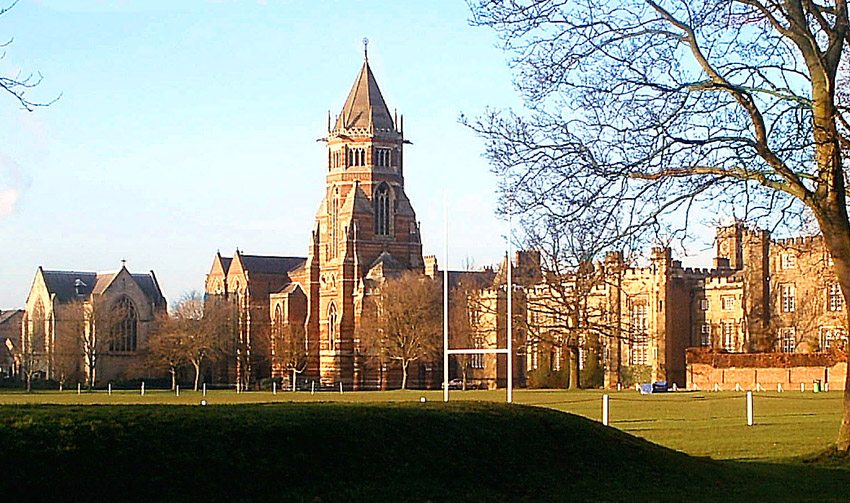
Os campos de jogo da Escola de Rugby, onde em 1845 as regras do futebol de rugby foram codificadas

Uma escola pública na Inglaterra e no País de Gales é uma escola com doações e cobrança de taxas originalmente para rapazes mais velhos, que era "pública" no sentido de ser aberta a alunos, independentemente da localidade, denominação ou comércio ou profissão paterna. O termo foi formalizado pela Lei das Escolas Públicas de 1868,   que colocou em lei a maioria das recomendações do Relatório Clarendon de 1864. Nove escolas prestigiosas foram consideradas por Clarendon, e sete posteriormente incluídas na Lei. 
Essas, antigamente eram internatos para rapazes, mas algumas hoje em dia, são mistas e outras aceitam alunos de dia, bem como internatos. Na década de 1930, o termo "escola pública" aplicava-se a pelo menos vinte e quatro escolas, embora uma definição informal mais ampla também tenha sido aplicada desde o século XIX. 
As escolas públicas tiveram uma forte associação com as classes sociais dominantes. Historicamente, os filhos de oficiais e administradores seniores do Império Britânico eram educados na Inglaterra, enquanto os pais desempenhavam cargos no exterior. Em 2019, dois terços dos Ministros do Gabinete Britânico haviam sido educados em escolas de cobrança de taxas, embora a maioria dos Primeiros Ministros desde 1964 tenha sido educada em escolas estatais, isto é; as escolas públicas mantidas pelo Estado. 

## Definição
Não existe uma definição única ou absoluta de uma escola pública, e o uso do termo variou de acordo com o contexto.  As escolas públicas não são financiadas com impostos públicos, que no Reino Unido são as escolas estatais. O órgão representativo das escolas independentes, o Serviço de Informações sobre Escolas Independentes,  definiu as escolas públicas como escolas secundárias independentes estabelecidas há muito tempo, seletivas para estudantes e com cobrança de taxa, que atendem principalmente crianças de 11 a 13 anos de idade, e cujo professor principal é membro da Conferência de Diretores e Diretoras (HMC). 